# طرح پرواربندی گوساله
طرح پرواربندی گوساله یک منطقهٔ مسکونی در ایران است که در دهستان کوهدشت شمالی واقع شده‌است.